# Иван Васильевич меняет всё
«Ива́н Васи́льевич меня́ет всё» — российская фантастическая комедия 2023 года производства телеканала «ТНТ» и компании «Comedy Club Production», снятая режиссёрами Михаилом Семичевым и Романом Кимом. Является сатирической пародией на советскую комедию Леонида Гайдая «Иван Васильевич меняет профессию». Главные роли исполнили Тимур Батрутдинов, Демис Карибидис, Марина Кравец и Максим Лагашкин.
Фильм был анонсирован 31 декабря 2022 года в финале предыдущего фильма-пародии «СамоИрония судьбы» с другими актёрами в главных ролях и под названием «Азамат Васильевич отменяет депрессию». Премьера фильма состоялась 31 декабря 2023 года в 20:30 на телеканале «ТНТ».
26 сентября 2024 года на телеканале «ТНТ» состоялась премьера режиссёрской версии фильма, содержащей изначальные сцены с Филиппом Киркоровым и Анной Асти, вырезанных из-за их участия в «голой вечеринке». Повторный показ данной версии фильма состоялся 31 декабря 2024 года.

## Сюжет
В целом сюжет фильма строится на оригинальном фильме. 
Инженер-фрилансер Шурик с помощью своей машины времени пытается вернуть домой царя Ивана Грозного, но VPN, которым Шурик обходит блокировку машины времени, постоянно барахлит и перемещает героев в совсем другие времена. В конце концов Шурик занимает машину времени у друзей из Сколково, но царь решает не просто вернуться в прошлое, а изменить всё.

## В ролях
- Тимур Батрутдинов — управдом Иван Васильевич Бунша, сосед Шурика / царь Иван Грозный / Женя Лукашин (в начале фильма в квартире Шурика по телевизору показывали фрагмент из пародии «СамоИрония судьбы»)
- Демис Карибидис — инженер-фрилансер Александр Сергеевич Тимофеев (Шурик) / камео, в конце фильма, который даёт Шурику звезду из Чехословакии
- Марина Кравец — Зинаида (Зина) Тимофеева, жена Шурика, киноактриса / ведущая шоу «Конфетка»
- Марина Федункив — Зинаида (Зина) Тимофеева, жена Шурика (после разгримирования и в конце фильма)
- Максим Лагашкин — Жорж Блиновский, квартирный вор-рецидивист
- Ольга Бузова — Ольга Андреевна, жена Бунши, соседка Шурика
- Павел Деревянко — кинорежиссёр Карп Савельевич Якин
- Гарик Мартиросян — пластический хирург Антон Семёнович Шпакян, сосед Шурика / ведущий шоу «Конфетка»
- Екатерина Моргунова — ассистентка Шпакяна
- Максим Киселёв — писарь Феофан, дьяк посольского приказа
- Ольга Картункова — царица Марфа Васильевна Собакина / Надя (в начале фильма в квартире Шурика по телевизору показывали фрагмент из пародии «СамоИрония судьбы»)
- Иванушки International — «Матвиенковские» бандиты на чёрном BMW
- Денис Дорохов — двойник Владимира Ильича Ленина, выпускник Щукинского училища
- Азамат Мусагалиев — двойник Иосифа Виссарионовича Сталина, выпускник Щукинского училища
- Гоша Куценко — двойник Ивана Грозного, выпускник Щукинского училища
- Валентина Мазунина — двойник Екатерины II, выпускница Щукинского училища
- Павел Воля — шведский посол
- Людмила Чеботина (Люся Чеботина) — Агнета Фельтског, солистка группы ABBA
- Ваня Дмитриенко — Бьорн Ульвеус, солист группы ABBA
- Данил Прытков (Niletto) — Бенни Андерссон, солист группы ABBA
- Мария Бойко (Mia Boyka) — Анни-Фрид Лингстад, солистка группы ABBA
- Сергей Светлаков — продавец VPN
- Клавдия Высокова (Клава Кока) — кукла Клава (в режиссёрской версии)
- Анна Дзюба (Анна Асти) — кукла Асти (в режиссёрской версии; из-за участия в «голой» вечеринке была вырезана[4])
- Дмитрий Губерниев — Николай Губерниев, ведущий новостей (познавательный репортаж)
- Никита Кологривый — король Франции Людовик XVI
- Филипп Киркоров — император Пётр I и его двойник (в режиссёрской версии; из-за участия в «голой» вечеринке был вырезан[5])
- Гоген Солнцев — придворный короля Людовика XVI / гвардеец Петра I (в режиссёрской версии)
- Сергей Лазарев — певец при дворе Людовика XVI (в режиссёрской версии)
- Давид Манукян (DAVA) — Жан-Поль Ералаш, горбун / юродивый при дворе Петра I (в режиссёрской версии)
- Олег Верещагин — Наполеон Бонапарт
- Сергей Шестепёров (Мигель) — Александр Сергеевич Пушкин
- Влад Бумага (Влад А4) — Жорж Дантес
- Михаил Башкатов — Адольф Гитлер
- Виталий Гогунский — Адам
- Анна Хилькевич — Ева
- Светлана Пермякова — продавщица джинсов на рынке (аллюзия на Зою Вексельштейн)
- Владимир Селиванов — покупатель джинсов на рынке
- Виктория Богатырёва — актриса, пассия режиссёра Якина
- Андрей Аверин — кинооператор
- Николай Никешин (Зураб Матуа) — помощник Якина
- Дмитрий Сорокин — осветитель
- Михаил Турецкий — певчий в хоре
- Александр Медведев (Шура) — боярин («Войско взбунтовалось! Говорят, царь ненастоящий!»)
- Виталий Милонов — стрелец («Живьём брать демонов!»)
- Иван Абрамов — царский переводчик
- Дмитрий Вьюшкин — пресс-секретарь Ивана Грозного
- Игорь Ознобихин — милиционер
- Михаил Стогниенко — Сергей Ростиславович, клиент Шпакяна
- Яна Кошкина — пациентка Шпакяна, жена Сергея Ростиславовича
- Uma2rman (Владимир и Сергей Кристовские) — царевичи в фильме «Жил-был Kill Bill и семь богатырей»
- Анита Цой — мачеха-ниндзя в фильме «Жил-был Kill Bill и семь богатырей»
- Ева Данилко — Алиса Селезнёва
- Денис Устименко-Вейнштеин (Джиган) — Президент Планеты Земля (в режиссёрской версии; из-за участия в «голой» вечеринке был вырезан)
- Тимур и Ильяс Гаязовы — изобретатели машины времени из НИИ «Сколково»
- Раиль Арсланов — баянист-попрошайка на рынке, исполняющий мелодии из фильма «Бумер» и телесериала «Бригада»
- Эндрю Нджогу — иностранный турист на рынке
- Александр Рудь — «Балбес» на рынке
- Анастасия Горбунова — «Мисс Великий Новгород»
- Елена Козина — гримёр Зины Тимофеевой
- Татьяна Шитова — Алиса (озвучивание)
- Кирилл Круглов — богатырь (нет в титрах)
- Артур Ахмедов — доставщик пиццы (нет в титрах)
- Иван Токарев — меняла на рынке (нет в титрах)
- Максим Ткаченко — стрелец («Живьём брать самозванцев!», нет в титрах)
- Виктор Сосновцев — боярин (нет в титрах)
- Мария Бокова — продавщица в магазине (нет в титрах)
- Квентин Тарантино - камео

## Съёмки
27 декабря 2023 года Тина Канделаки заявила, что телеканал «ТНТ» переснимет сцены в фильме «Иван Васильевич меняет всё!» для того, чтобы сделать картину «острей и провокативней».

## Саундтрек
- Марина Кравец и Павел Деревянко — «Звенит январская вьюга»
- Клава Кока — «Замуж» (только в телеверсии), «Пьяную домой»
- Anna Asti — «Царица» (только в режиссёрской версии)
- «Иванушки International» — «Тополиный пух»
- Люся Чеботина, Ваня Дмитриенко, Niletto и Mia Boyka — «Gimme! Gimme! Gimme! (A Man After Midnight)»
- Uma2rman — «Ума Турман»
- The Hatters — «Разговор со счастьем»
- Сергей Лазарев — «Седая ночь» (на французском языке; только в телеверсии)
- Филипп Киркоров — «Diva» (только в режиссёрской версии)
- Gayazovs Brothers — «Малиновая Лада»
- polnalyubvi и Баста — «Прекрасное далёко»

## Критика
Обозреватель Алексей Еньшин в рецензии для издания «Москва онлайн» отметил безыдейность создателей пародии и обилие продакт-плейсмента, написав, что фильм не соответствует уровню шума, поднявшегося перед выходом фильма. Денис Корсаков в обзоре для «Комсомольской правды» назвал происходящее в картине скучным и совершенно не смешным, сравнив ленту с такими вгоняющими в ступор фильмами, как «Гитлер капут!» и ремейком «Кавказской пленницы» 2014 года. Отдельно Корсаков отметил исчезновение Филиппа Киркорова, назвав политические чистки отвратительными. Он пришёл к мнению, что фильм стоило показать после полуночи, чтобы уже пьяные зрители отреагировали на него не так резко.